# Beyt-e Bāvī
Beyt-e Bāvī (persiska: بیت باوی) är en ort i Iran.   Den ligger i provinsen Khuzestan, i den centrala delen av landet, 500 km söder om huvudstaden Teheran. Beyt-e Bāvī ligger 64 meter över havet och antalet invånare är 662.
Terrängen runt Beyt-e Bāvī är platt. Runt Beyt-e Bāvī är det ganska tätbefolkat, med 58 invånare per kvadratkilometer. Närmaste större samhälle är Shakarīāt, 18,8 km sydost om Beyt-e Bāvī. Trakten runt Beyt-e Bāvī är ofruktbar med lite eller ingen växtlighet.